# Le Bossu (romanzo)
Le Bossu (Il Gobbo) è un romanzo di Paul Féval, apparso come feuilleton nel 1858.
È ambientato tra il 1699 e il 1717.

## Trama
Per prendersi la rivincita sull'ambiguo principe Gonzague, il cavaliere (di) Lagardère si infiltra alla sua corte travestito da gobbo.

## Adattamenti cinematografici
E almeno 7 adattamenti teatrali, dopo 1857 e 58.
Cinema (e televisione) :
- Le Bossu, regia di André Heuzé (1913)[1]
- Le Bossu, regia di Jean Kemm (1925)[2]
- Le Bossu, regia di René Sti (1934)[3]
- El Jorobado (le Bossu, Messico), regia di Jaime Salvador (1943-1944), con Jorge Negrete.
- Il cavaliere di Lagardère (Le Bossu), regia di Jean Delannoy (1944)[4]
- El juramento de Lagardere (Le Serment de Lagardère, Argentina, wp-spagnolo), regia di León Klimovsky (1955)
- La spada degli Orléans (Le Bossu), regia di André Hunebelle (1959)[5]
- TV : Lagardère, di Jean-Pierre Decourt (1967, con Jean Piat)
- Il cavaliere di Lagardère (Le Bossu), regia di Philippe de Broca (1997)[6]
- TV : Lagardère, regia di Henri Helman[7] (2003 / 2005, con Bruno Wolkowitch)